# Johan Carl De Geer
Johan Carl De Geer, född 9 april 1706 i Godegårds församling, Östergötlands län, död 22 januari 1750 i Örebro, var en svensk brukspatron.

## Biografi
Johan Carl De Geer föddes 1706 på Godegårds bruk. Han var son till brukspatronen Jean De Geer och Maria Christina von Bülow. De Geer blev 23 oktober 1723 student vid Uppsala universitet och arbetade sedan som brukspatron. Han avled 1750 i Örebro.

### Familj
De Geer gifte sig 1737 med Althea Maria de Besche (1707–1764). Hon var dotter till bruksägaren Georg de Besche och Anna Catharina Boor. De fick tillsammans barnen Maria Christina De Geer (1738–1786) som var gift med bruksägaren Per Agrell, bruksägaren Johan Otto De Geer (1739–1811), majoren Carl Gustaf De Geer (1740–1811), Althea Johanna De Geer (1742–1826) som var gift med kammarrådet Gustaf von Stockenström, Georg Ludvig De Geer (1743–1743), kaptenen Alexander De Geer (1744–1814), auditören Fredrik De Geer (1746–1781) vid Svea livgarde, Sabina Lovisa De Geer (1747–1807) och kaptenen Georg Henrik De Geer (1749–1841) vid Svenska armén.